# Шевченко Олена Павлівна
Олена Павлівна Шевченко (23 жовтня 1964 , Новосибірськ ) — радянська і російська акторка театру і кіно. Також знімалася у фільмах України та США. Колишня дружина актора Володимира Машкова, мати акторки Марії Машкової, яка публічно засудила російське вторгнення в Україну 2022 року.

## Біографія
Олена Шевченко народилася 1964 року в родині льотчика в авіамістечку під Новосибірськом у Російській РРФСР. Ще не закінчивши школу, вона вступила до Новосибірського театрального училища. Атестат про середню освіту Олена пізніше отримала у школі робітничої молоді. В училищі Олена Шевченко потрапила на один курс із Володимиром Машковим, з яким незабаром одружилася.
У 1985 році народила дочку Марію. Закінчивши того ж року училище, вона поїхала до Москви, де вже жив її чоловік. У тому ж 1985 році Олена Шевченко вступила до ГІТІС на курс Андрія Гончарова, який закінчила у 1990 році.
Дебютувала в кіно у 1991 році, причому одна з перших картин — «Чорне та біле» — знімалася у США англійською мовою. Завдяки цьому фільму Шевченко була запрошена до Театру імені Володимира Маяковського, яким керував Андрій Гончаров. Пропрацювавши в театрі 10 років, покинула його та грала в антрепризах.
З 2014 року рідно знімалася у кіно — фактично пішла з акторської професії. Закінчила курси фотографів. З 2019 року живе з третім чоловіком у США.

## Особисте життя
- Перший чоловік — Машков Володимир Львович,
  - дочка від першого шлюбу — Марія Машкова (нар. 1985), проживає в США[2].
    - Дві онуки — Стефанія Олександрівна Слободяник (нар. 6 червня 2010) та Олександра Олександрівна Слободяник (нар. 12 березня 2012).
- Другий чоловік — Ігор Лебедєв, випускник режисерського факультету ГІТІСу, нині директор компанії «Кармен-відео».
  - Два сини від другого шлюбу — Микита Ігорович Лебедєв (нар. 1994) і Всеволод Ігорович Лебедєв (нар. 2002).
- У листопаді 2019 року одружилася втретє[3] . Чоловік — Борис Палант, народився у Харкові, адвокат, який живе і працює в США.

## Фільмографія
1. 1991 — Армавір — Марина-Ларіса
2. 1991 — Путана — Оля
3. 1991 — Чорне та біле
4. 1992 — Катька та Шиз — Катька
5. 1993 — Зроби мені боляче
6. 1994 — Ноктюрн для барабана та мотоцикла
7. 1995 — Геракови
8. 1997 — Сирота казанська — Анастасія Павлівна (Настя), наречена Колі, вчителька
9. 1998 — Два місяці, три сонця — Віра
10. 1998 — Мама, не журись — Ксенія
11. 1998 — Чорне море 213
12. 1999 — День народження Буржуя — Олена
13. 1999 — Вмирати легко — Наташа
14. 2001 — Шукачі — Рита, медична сестра
15. 2002 — Next 2 — Людмила Борисівна
16. 2002 — Ковчег — Кет
17. 2004 — Шкіра саламандри — Наталія
18. 2005 — Мама, не горюй 2 — Ксенія
19. 2005 — Віола Тараканова. У світі злочинних пристрастей. Урожай отруйних ягідок — Ксенія-Лера
20. 2007 — День виборів — Вікторія Олександрівна, супутниця Еммануїла Гедеоновича
21. 2007 — Третій зайвий — Віра Семенівна Воліна
22. 2007 — 2008 — Тяжкий пісок — Велембицька
23. 2008 — Уроки спокуси — Соня
24. 2008 — Закриті простори — секретарка
25. 2008 — Арфа для коханої — Зоя
26. 2009 — Чужі душі — Ольга
27. 2010 — Демони — теща Демона
28. 2011 — Арифметика підлості — Катерина Казанцева, мати Марини
29. 2011 — Борис Годунов — дружина Бориса Годунова
30. 2011 — Синдром дракона — Лідія Савченко (доросла)
31. 2013 — Брати з обміну — Марина Перечихіна, дружина Валері
32. 2014 — Чорта — баронеса фон Штейн
33. 2017 — Траса смерті — Наталія Миколаївна Бадмаєва, підполковниця ФСБ Росії
34. 2018 — Папа, здохни — Наталія, мати Ольги Леховської
35. 2019 — Тріада — мати Наташі
36. 2020 — Зулейха відкриває очі — Ізабелла Юріївна, заслана інтелігентка, дружина Костянтина Арнольдовича
37. 2020 — Красуня в ударі
38. 2020 — Іванько — Алла Сергіївна Іванько, мати Валентини та Дарії
39. 2020 — Обитель — Антоніна Денисівна, мати Артема Горяїнова

### Озвучування
1. 2005 — Роман про дівчаток (аудокнига Володимира Висоцького)
2. 2008 — День радіо — голос Наталії Костянтинівни, секретарки Еммануїла Гедеоновича